# Dryopsophus xanthomera
Espèce
Synonymes
- Litoria xanthomera Davies, McDonald & Adams, 1986

Statut de conservation UICN

 LC  : Préoccupation mineure
Dryopsophus xanthomera est une espèce d'amphibiens de la famille des Pelodryadidae.

## Répartition

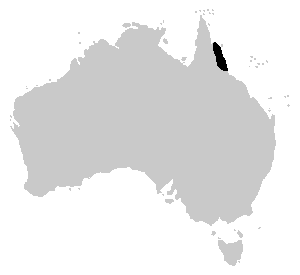
Distribution de Dryopsophus xanthomera.

Cette espèce est endémique du Queensland en Australie. Elle se rencontre le long de la côte Nord entre Cooktown et Townsville, entre 100 et 1 500 m d'altitude. La zone de répartition de l'espèce est d'environ 19 600 km2.

## Description

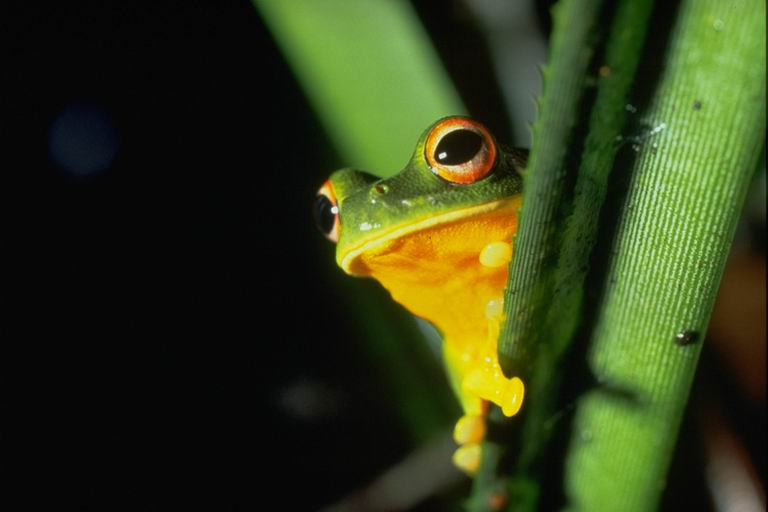
Dryopsophus xanthomera.

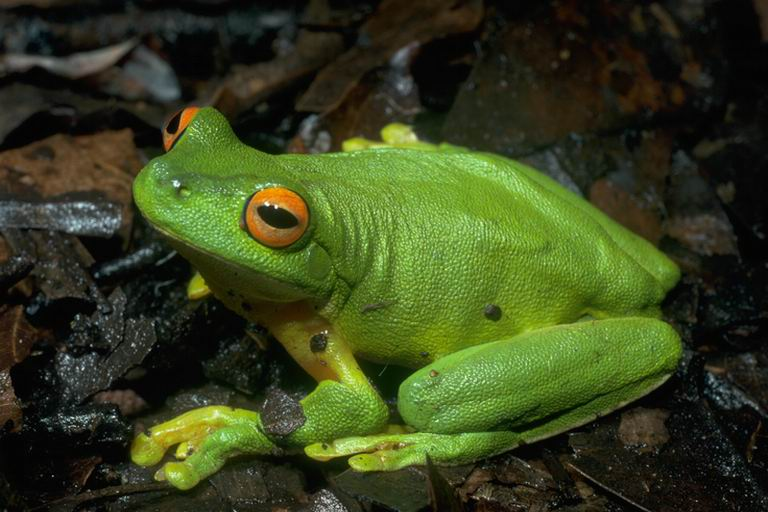
Dryopsophus xanthomera.

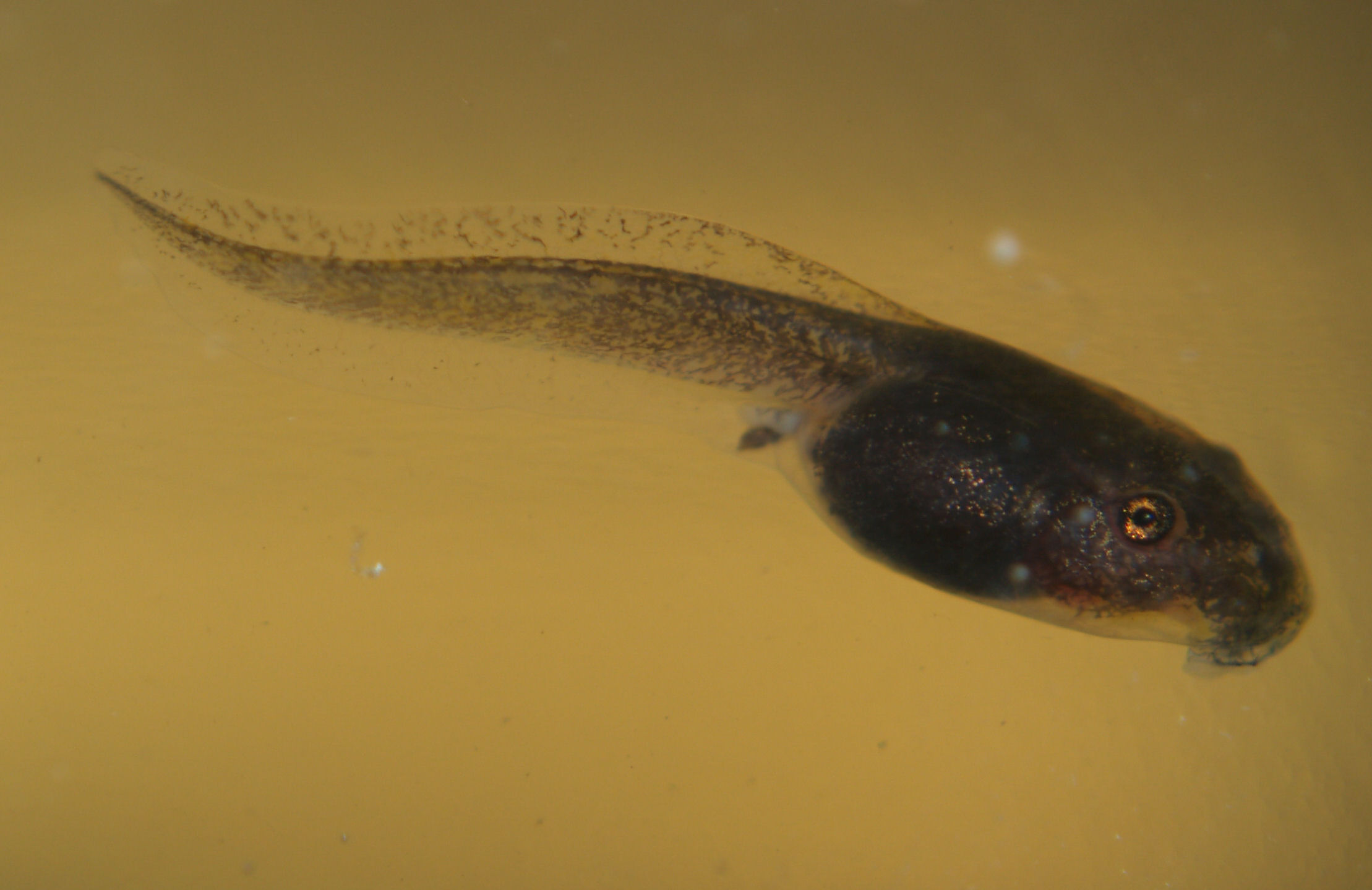
Têtard de Dryopsophus xanthomera.

Les mâles mesurent de 40 à 56 mm et les femelles de 43 à 60 mm.

## Publication originale
- Davies, McDonald & Adams, 1986 : A new species of green tree frog (Anura: Hylidae) from Queensland, Australia. Proceedings of the Royal Society of Victoria, vol. 98, no 2, p. 63-71.